# Rep rok
Rep rok (engl. Rap rock) je žanr rok muzike koji je nastao kombinovanjem hip-hopa sa raznim tipovima roka. Rep rok često biva pomešan sa repkorom ili rep metalom, žanrovima koji su fuzija hip-hopa, hevi metala i hardkor panka. Ritam u rep roku je nalik hip-hopa, sa više uticaja fanka nego običan hard rok. Tekstovi rep rok pesama su različiti. Iako neki alternativni metal i nu metal bendovi ubacuju elemente hip hopa u svoje pesme, u rep rok bendovima pevaju reperi, za razliku od rep metala gde pevači kombinuju repovanje i skrimovanje. 
Popularnost rep roka porasla je krajem 90ih godina. Neki od prvih bendova koji su postigli veće uspehe u ovom žanru su 311, Bloodhound Gang i Kid Rok. Uprkos tome što ovaj žanr danas nije toliko popularan, neki veruju da rep rok može povratiti svoju popularnost kroz mlađe fanove i nove bendove koji se opredeljuju za ovaj žanr.